# العلاقات السلوفينية المصرية
العلاقات السلوفينية المصرية هي العلاقات الثنائية التي تجمع بين سلوفينيا ومصر.

## مقارنة بين البلدين
هذه مقارنة عامة ومرجعية للدولتين:
| وجه المقارنة                                              | سلوفينيا                                                      | مصر           |
| --------------------------------------------------------- | ------------------------------------------------------------- | ------------- |
| المساحة (كم2)                                             | 20.27 ألف                                                     | 1.01 مليون    |
| عدد السكان (نسمة)                                         | 2.07 مليون                                                    | 94.80 مليون   |
| الكثافة السكانية (ن./كم²)                                 | 102.12                                                        | 93.86         |
| العاصمة                                                   | ليوبليانا                                                     | القاهرة       |
| اللغة الرسمية                                             | اللغة السلوفينية، اللغة الإيطالية، لغة مجرية                  | اللغة العربية |
| العملة                                                    | يورو، تولار سلوفيني                                           | جنيه مصري     |
| الناتج المحلي الإجمالي (بليون دولار)                      | 48.77 مليار                                                   | 235.37 مليار  |
| الناتج المحلي الإجمالي (تعادل القوة الشرائية) بليون دولار | 66.01 مليار                                                   | 998.67 مليار  |
| الناتج المحلي الإجمالي الاسمي للفرد دولار أمريكي          | 20.73 ألف                                                     | 3.61 ألف      |
| الناتج المحلي الإجمالي للفرد دولار أمريكي                 | 30.40 ألف                                                     |               |
| مؤشر التنمية البشرية                                      | 0.880                                                         | 0.690         |
| رمز المكالمات الدولي                                      | +386                                                          | +20           |
| رمز الإنترنت                                              | .si                                                           | .eg، .مصر     |
| المنطقة الزمنية                                           | توقيت وسط أوروبا، ت ع م+01:00، ت ع م+02:00، أوروبا/ليوبليانا ‏ | ت ع م+02:00   |

## منظمات دولية مشتركة
يشترك البلدان في عضوية مجموعة من المنظمات الدولية، منها:
| علم المنظمة | اسم المنظمة                               | تاريخ انضمام سلوفينيا | تاريخ انضمام مصر |
| ----------- | ----------------------------------------- | --------------------- | ---------------- |
|             | مؤسسة التنمية الدولية                     | 25 فبراير 1993        | 26 أكتوبر 1960   |
|             | يونسكو                                    | 27 مايو 1992          | 22 يناير 1947    |
|             | وكالة ضمان الاستثمار متعدد الأطراف        | 19 مارس 1993          | 12 أبريل 1988    |
|             | الأمم المتحدة                             | 22 مايو 1992          | 24 أكتوبر 1945   |
|             | الفريق المعني برصد الأرض                  | ?                     | فبراير 2005      |
|             | الاتحاد البريدي العالمي                   | ?                     | ?                |
|             | البنك الدولي للإنشاء والتعمير             | 25 فبراير 1993        | 27 ديسمبر 1945   |
|             | المنظمة الهيدروغرافية الدولية             | ?                     | 21 يونيو 1921    |
|             | الاتحاد الدولي للاتصالات                  | 16 يونيو 1992         | 9 ديسمبر 1876    |
|             | مؤسسة التمويل الدولية                     | 25 فبراير 1993        | 20 يوليو 1956    |
|             | المركز الدولي لتسوية المنازعات الاستشارية | 6 أبريل 1994          | 2 يونيو 1972     |
|             | منظمة التجارة العالمية                    | ?                     | 30 يونيو 1995    |
|             | منظمة الشرطة الجنائية الدولية             | ?                     | 7 سبتمبر 1923    |

## وصلات خارجية
- موقع وزارة الخارجية السلوفينية
- موقع وزارة الخارجية المصرية